# Путрівка (футбольний клуб)
Путрівка — український футбольний клуб, учасник чемпіонату ААФУ 2011 року.

## Історія
Команду створено у 2002 році. Її очолив колишній житель села Путрівка, вихованець Васильківської ДЮСШ, Матушевич Леонід Васильович, який під орудою тренера Чвирьова В. Т. за часів гри в ДЮСШ сам неодноразово ставав чемпіоном Київської області та брав участь в республіканських змаганнях. До складу команди були залучені колишні випускники ДЮСШ та місцеві ветерани, які грали в різних командах (Горбач О. Г., Турчин Ю. І., Турчин Ю. Д., Заїць О. М., Нікітенко В. В., Мельниченко В. О.). З молодих футболістів кістяк команди склали брати Борщенко — Андрій та В'ячеслав, Вирва Віктор, Приймак Василь, Волуйко Олексій, Фролов Олександр, Радченко Сергій, Колінько Ігор, Пекний Олександр.
Вперше стартувавши у 2003 році у розіграші кубка Васильківського району команда відразу завоювала цей трофей. Крім того здобуто кубок Васильківського району з футзалу, кубок м. Василькова з міні-футболу. У футбольній першості Васильківського району команда посіла четверте місце. Своїми результатами та грою команда спонукала до будівництва нового стадіону, поле якого буде відповідати рівню республіканських змагань.
У 2004 році. Команда виграла кубок м. Василькова і Васильківського району з футзалу, стала чемпіоном Васильківського району, вийшла до фіналу Кубка області та стала четвертою командою в чемпіонаті Київської області у першій лізі.
У наступному сезоні ФК «Путрівка» завоював вісім футбольних трофеїв: стала чемпіоном Київської області з міні-футболу, виграла кубок і першість міста Василькова з футболу, стала володарем Кубка Васильківської міської федерації футболу, завоювала два перших місця в першості та кубку міста Василькова з футзалу, стала чемпіоном та володарем кубка Васильківського району.
В сезоні 2006 року команда здобула срібні медалі першості Київської області з футболу серед команд вищої ліги.
У 2007 році команда здобула кубок Васильківського району з футболу, виграла першість району та завоювала золоті медалі першості області серед команд вищої ліги.
Сезон 2011 року команда Васильківського району почала з перемоги у Меморіалі Макарова. У фіналі ФК «Путрівка» з рахунком 2:1 обіграв ФК «Львів», ставши першим аматорським клубом серед переможців Меморіалу.
«Золото» турніру пам'яті Олега Макарова добули: Андрій Петров, Юрій Яковчук, Василь Скибенко — Олександр Пекний, Олександр Пустовіт, Олександр Нестерець, Сергій Шевченко, Сергій Сахно, Олександр Гайовий, Артем Цурупін — Ярослав Вишняк, Андрій Вітошинський, Руслан Періжок, Юрій Рачковський, Юрій Турчин, Віталій Лях, Максим Войцехівський, Олександр Поліщук, Петро Дмитренко — Юрій Медвєдєв, Юрій Галюк. Президент Леонід Матушевич.
В цьому ж сезоні ФК «Путрівка» вперше в своїй історії декларувала готовність стартувати в аматорському чемпіонаті України з футболу, де отримала право змагатися за головний приз турніру в суперфіналі, програвши його команді «Нове Життя» з Андріївки, Полтавської області.
31 березня 2014 року ФК «Путрівка» знялась з вищої ліги чемпіонату Київської області з футболу.

## Склад
Чинний склад команди: Гордина Павло (К), Турчин Юрій, Станилога Артем, Станилога Максим, Лесик Євген, Кремениця Олег, Антонов Денис, Бахтіяров Богдан, Грузиньський Олександр, Музика Олександр, Урсул Владислав, Шейченко Артем, Дзина Олександр, Жеребко Сергій, Лагутін Дмитро, Катеринчук Владислав, Носенко Віталій.

## Відомі гравці
- Ярослав Вишняк
- Андрій Кисленко